# Вспышка птичьего гриппа (2020—2023)
Вспышка птичьего гриппа H5N8 – началась в 2020 году и продолжается по настоящее время (июль 2025).
Является крупнейшей вспышкой птичьего гриппа нового времени, на начало октября 2022 года охватившей 37 стран Европы.
Вспышка охватила популяции как домашних, так и диких птиц.
В целях предотвращения развития пандемии, аналогичной той, которая произошла в 2008 году, была проведена массовая выбраковка миллионов птиц.
По данным на октябрь 2022 года Европейский центр профилактики и контроля заболеваний сообщил о том, что данная вспышка является самой сильной за всю историю наблюдений.

## Развитие ситуации
Первая вспышка заражения в рамках этой эпидемии была зафиксирована в Саудовской Аравии 4 февраля 2020 года, за несколько недель погибло более 22 000 птиц.
В летние месяцы того же года вирус распространился в Россию и Среднюю Азию, а с волной миграции птиц попал в Европу.
В результате распространения вируса в конце 2020 года в Европе было уничтожено 320 000 птиц, чтобы остановить распространение вируса.
Также вирус попал в Японию, где заражение коснулось 49 птицефабрик. Позднее вирус был обнаружен также в Южной Корее и Китае.
В 2021 году вирус продолжил распространение,  о выявлении новых случаев заражения сообщили Иран, Намибия, Индия, Алжир, Германия, Афганистан, Великобритания и ряд других стран.
В 2022 году, несмотря на все предпринятые усилия, вирус продолжил распространяться и достиг США, где в рамках борьбы с эпидемией было уничтожено более 22,8 миллиона птиц в 24 штатах.
В Европе по данным на октябрь 2022 года выявлены случаи заражения 2467 птиц на фермах, 3573 диких птиц и 187 птиц, содержащихся в качестве домашних питомцев. Более 48 миллионов птиц были отбракованы в сельских хозяйствах в силу высокой вероятности их инфицирования.

## Заражение людей вирусом H5N8
В феврале 2021 года российские власти сообщили о первом в рамках этой волны заражений случае передачи вируса H5N8 людям, у нескольких работников птицефабрики было выявлено заражение им.
4 октября 2022 года власти Испании сообщили о выявлении случая заражения птичьим гриппом у человека. Это сообщение появилось на фоне зарегистрированной ранее в сентябре этого года вспышки вируса в Испании.